# Idiophthalma amazonica
Idiophthalma amazonica är en spindelart som beskrevs av Simon 1889. Idiophthalma amazonica ingår i släktet Idiophthalma och familjen Barychelidae. Inga underarter finns listade i Catalogue of Life.